# رنگینده
رنگینده، روستایی از توابع بخش رودشت شهرستان ورزنه در استان اصفهان ایران است.

## جمعیت
این روستا در دهستان رودشت شرقی قرار دارد و براساس سرشماری مرکز آمار ایران در سال ۱۳۸۵، جمعیت آن ۱۵۱ نفر (۴۰خانوار) بوده‌است.